# 洛穆瓦特卡
48°27′13″N 38°33′26″E / 48.45361°N 38.55722°E
洛穆瓦特卡（烏克蘭語：Ломуватка）是位於烏克蘭東部的市級鎮，由盧甘斯克州阿尔切夫斯克区的卡季伊夫卡市鎮負責管轄。
該鎮於1959年成為市級鎮，2011年人口為920人，自2014年起由卢甘斯克人民共和国實際控制。

## 人口統計
根據 2001年烏克蘭人口普查，鎮民人口為1041人，他們的母語分配如下：
- 乌克兰语：78.7%
- 俄语：21.3%